# Joaquim Gili i Morós
Joaquim Gili i Morós (Barcelona, 1916 - 1984) va ser un arquitecte català que formà part del Grup R.
Fill del pintor Baldomer Gili i Roig, es titulà en arquitectura el 1947 a Barcelona. Formà part del Grup R des del 1953, que va agrupar els millors arquitectes catalans de la dècada del 1950 que van propugnar una renovació a partir de tendències italianes. Durant aquesta època Gili va ajudar a reunir material relacionat amb edificis catalans amb influències mediterrànies per les publicacions d'Alberto Sartoris. Va participar en la construcció de l'edifici racionalista de la Seu de l'Editorial Gustavo Gili entre els anys 1954 i 1961, en col·laboració amb Francesc Bassó.